# Bokovo-Chrustal'ne
Bokovo-Chrustal'ne (in ucraino Боково-Хрустальне?, in russo Боково-Хрустальное?) è un centro abitato dell'Ucraina, situato nell'Oblast' di Luhans'k della regione storica del Donbass. Dall 2014 fa è sotto il controllo della Repubblica Popolare di Lugansk. 
La denominazione attuale è stata decisa nel 2016 dalle autorità ucraine, ma non è riconosciuta dalle autorità della Repubblica Popolare, per le quali la città conserva il nome di Vachruševe (in ucraino Вахрушеве?; in russo Вахрушево?, Vachruševo), in riferimento al politico sovietico Vasilij Vasil'evič Vachrušev.